# Bergtjärnen (Hällefors socken, Västmanland, 664782-143457)
Bergtjärnen är en sjö i Hällefors kommun i Västmanland och ingår i Göta älvs huvudavrinningsområde. Sjön är 13,5 meter djup, har en yta på 0,044 kvadratkilometer och är belägen 239 meter över havet.